# Kure-nai
Kure-nai (jap. 紅) ist der Name einer japanischen Light-Novel-Reihe von Kentarō Katayama, die von Yamato Yamamoto illustriert wurde. Die erste Ausgabe der Reihe erschien im Jahr 2005 und die vierte und letzte 2008. Sie handelt von dem Jungen Shinkurō Kurenai, der als Leibwache auf das junge aber verzogene Mädchen Murasaki Kuhōin aufpassen soll. Ausgehend von der Roman-Vorlage entstanden Adaptionen in Form eines Mangas und einer Anime-Fernsehserie, die im Jahr 2007 und 2008 veröffentlicht wurden.

## Handlung
Der sechzehn Jahre alte Junge Shinkurō Kurenai hat sich darauf spezialisiert, für seine Auftraggeber die Auseinandersetzungen zwischen einzelnen Personen zu beenden. Dabei riskiert er oft sein Leben, bis er eines Tages von seiner Auftraggeberin Benika Jūzawa eine besondere Aufgabe bekommt. Er soll auf die Tochter der mächtigen und plutokratischen Familie der Kuhōin aufpassen, die zuvor von Benika aus deren Wohnsitz befreit wurde. In weiser Voraussicht stellt Benika ihre enge Mitarbeiterin Yayoi Inuzuka vor der Tür von Shinkurō ab, wo sie Tag und Nacht die Wohnung ohne das Wissen von Shinkurō bewacht.
Die sieben Jahre alte Murasaki Kuhōin, die Tochter von Sōju und Renjō Kuhōin, sollte bei ihm einziehen, um nicht von ihrer Familie gefunden zu werden. Sie ist aber sehr verwöhnt und eingebildet, so dass sie zunächst mit Shinkurō wegen dessen heruntergekommener Wohnung immer wieder aneinandergerät. Doch schon bald ist sie in der Lage, ihre neue Situation zu akzeptieren und gewinnt Vertrauen zu Shinkurō. Dabei lernt sie die Studentin Tamaki Mutō und die meist in schwarz gekleidete Frau Yamie kennen.
In der Schule besitzt Shinkurō nur wenige Freunde. Zu diesen gehören die beständig im Internet nach Informationen suchende Ginko Murakami. Sie hat sich insgeheim in ihn verliebt und versorgt ihn mit Informationen zu seinen Aufträgen, denen er auch während seines Auftrags als Aufpasser nachkommen muss. Eine weitere Mitschülerin von ihm ist Yūno Hōzuki, die er bereits seit jungen Jahren kennt und mit der er immer wieder trainiert.
Genau in dem Moment, in dem sich die Mitbewohner des Hauses und die Freunde von Shinkurō so weit verstehen, dass sie zusammen eine Party feiern, wird Murasaki Kuhōin von den Mitarbeitern von Renjō Kuhōin entführt. Murasakis Mutter wurde von ihm vergewaltigt und brachte Murasaki als uneheliches Kind zur Welt. Da außerhalb der Familie niemand von diesem Kind erfahren sollte, sperrte er Sōju und Murasaki getrennt voneinander ein. Diesen Zustand nicht mehr ertragen könnend, nahm sich die Mutter von Murasaki das Leben.
Nun wieder in den Fängen ihres Vaters gefangen, versuchen ihre Freunde, sie aus dieser Situation zu befreien, in der sie nach und nach immer mehr Liebe für Shinkurō empfindet.

## Light-Novel-Reihe
Von Dezember 2005 bis April 2008 wurde die Light-Novel-Reihe vom Autor Kentarō Katayama mit den Illustrationen von Yamato Yamamoto durch den japanischen Verleger Shūeisha veröffentlicht. Erschienen sind vier Bücher in stark variierendem Abstand von etwa einem Jahr.
- Kentarō Katayama: Kurenai. Shūeisha, 2005, ISBN 4-08-630272-1 (japanisch: 紅.).
- Kentarō Katayama: Kurenai – Guillotine. Shūeisha, 2006, ISBN 4-08-630290-X (japanisch: 紅〜ギロチン〜.).
- Kentarō Katayama: Kurenai – Shūaku matsuri (Teil 1). Shūeisha, 2007, ISBN 978-4-08-630342-2 (japanisch: 紅 〜醜悪祭〜（上）.).
- Kentarō Katayama: Kurenai – Shūaku matsuri (Teil 2). Shūeisha, 2008, ISBN 978-4-08-630416-0 (japanisch: 紅 〜醜悪祭〜（下）.).

## Manga
Vom 2. November 2007 bis zum 4. Juni 2012 erschien eine im Jump Square veröffentlichte Adaption als Manga-Reihe. Diese wurde von Yamato Yamamoto, dem Illustrator der Light Novel, gezeichnet. Zusammengefasst wurden die Kapitel in Form von zehn Sammelbänden (Tankōbon) herausgegeben. Von Oktober 2010 veröffentlicht Tokyopop den Manga auf Deutsch. Die Übersetzung stammt von Sascha Lück. Im September 2013 kam der letzte Band auf Deutsch heraus. Auf Französisch erschien die Serie bei Kazé.

## Anime
2008 produzierte das Studio Brain’s Base eine Anime-Fernsehserie zur Light Novel. Die Charaktere der Serie stützen sich auf die Vorlage, wurden aber im Aussehen von Kumi Ishii überarbeitet. Regie der zwölf Folgen umfassenden Serie führte Kō Matsuo, der auch das Drehbuch schrieb. Die künstlerische Leitung hatte Kazuhiro Arai inne und für die Kameraführung war Yoshiaki Ōkuma verantwortlich. Die Produzenten waren Makoto Ōyoshi, Masashi Takatori, Masaya Shinozaki und Shinichi Ikeda. In Japan wurde die Serie vom 3. April 2008 bis zum 19. Juni 2008 auf den Sendern Chiba TV und TV Kanagawa gezeigt, später folgten Ausstrahlungen durch andere Sender. Englische und Französische Fassungen wurden online per Streaming veröffentlicht.
Der limitierten Fassung des fünften (2. Juli 2010) und sechsten Mangabandes, der am 3. Dezember 2010 erschien, war je eine DVD mit insgesamt zwei weiteren halbstündigen Folgen beigelegt. Die beiden Folgen wurden vom gleichen Team produziert wie die Serie.

### Synchronisation
| Rolle            | japanischer Sprecher (Seiyū) |
| ---------------- | ---------------------------- |
| Murasaki Kuhōin  | Aoi Yūki                     |
| Shinkurō Kurenai | Miyuki Sawashiro             |
| Yayoi Inuzuka    | Aiko Ōkubo                   |
| Tamaki Mutō      | Asami Sanada                 |
| Yamie            | Haruka Kimura                |

### Musik
Die Musik der Serie wurde komponiert von Ken Muramatsu. Der Vorspanntitel ist Love Jump von Minami Kuribayashi, als Abspannlieder verwendete man Crossing Day und Te no Hira no Taiyō (手のひらの太陽) von Ryoko Shintani.

## Rezeption
Die Sammelbände des Mangas verkauften sich in Japan ab dem 6. Band jeweils in den ersten Wochen nach Veröffentlichung über 90.000 Mal. Schon die Light Novel sei in Japan ein Erfolg gewesen, so die AnimaniA. Das läge neben der actiongeladenen Geschichte auch an den Illustrationen von Yamato Yamamoto. Die Geschichte wirke zunächst wie eine typische Harem-Comedy, doch trotz Slapstick-Elementen sei die Serie im Herzen eine temporeiche, „knallharte Actionstory“. Davon könnten die gefälligen, teils in Super-Deformed-Optik gehaltenen Bilder mit „kulleräugigen, fast Shōjo-mäßigen Charakteren“ gelegentlich ablenken und so in die Irre führen. Die Panel seien abwechslungsreich gestaltet, die Hintergründe mal realistisch, mal gar nicht vorhanden.